# Kuolema Tekee Taiteilijan
A Kuolema Tekee Taiteilijan a finn Nightwish nevű szimfonikus metal együttes harmadik kislemeze a Once című albumról. 2004. november 24-én jelentette meg a Spinefarm Records a Once platinaváltozatával együtt.  A cím finn nyelven van, és azt jelenti, hogy a „halál teszi a művészt”. A kislemez csak Finnországban és Japánban jelent meg.

## Számok
1. Kuolema Tekee Taiteilijan
2. Creek Mary's Blood (Orchestral Instrumental Score)
3. Symphony of Destruction (live Megadeth Cover)
4. Where Were You Last Night (csak Japánban)
5. Wish I Had an Angel (Demo) (csak Japánban)
6. Ghost Love Score (Orchestral version) (csak Japánban)